# All Aussie Adventures
All Aussie Adventures (En español Todas las aventuras australianas), también conocida como Russell Coight's All Aussie Adventures, es una serie de televisión del género mockumentary australiana que comparte el género de viajes y aventuras. 

## Sinopsis
El comediante Glenn Robbins interpreta a Russell Coight, un experto en supervivencia y vida silvestre que describe sus desastrosos viajes por Australia, difundiendo información errónea y causando accidentes. La serie se emitió del 5 de agosto de 2001 al 29 de septiembre de 2002. Se estrenó también una telemovie el 14 de noviembre de 2004.

## Género
La serie comparte el género de la aventura. En estos programas el anfitrión viaja por el desierto conociendo a los pobladores locales, ofreciendo información sobre la flora y fauna de la zona.

## Formato
Los episodios generalmente siguen un formato similar. Coight saluda a la audiencia y explica su última razón para viajar al interior - a menudo para ayudar a un "compañero". Él termina cada introducción con el lema "Entonces, ¿qué estamos esperando, vamos a quebrarnos en otro All Aussie Adventure ".

## Renacimiento
El 4 de noviembre de 2016, All Aussie Adventures fue renovado para una tercera temporada y regresaría en 2017 después de 15 años fuera de la pantalla. En agosto de 2017, la serie fue retrasada y se emitirá en 2018.